# Éliminatoires de la zone Europe de la Coupe du monde de football 2010
Navigation
Éliminatoires de la Coupe du monde 2006 Éliminatoires de la Coupe du monde 2014
Les éliminatoires de la zone Europe pour la Coupe du monde 2010 sont organisées dans le cadre de l'Union des associations européennes de football (UEFA) et concernent 53 sélections nationales pour 13 places qualificatives.

Europe - Afrique - Amérique du Nord, Centrale et Caraïbes
Amérique du Sud - Asie - Océanie.

## Format
Au premier tour, les 53 pays sont répartis en 8 groupes de 6 équipes et un groupe de 5 équipes qui se rencontrent en matchs aller-retour. Treize places qualificatives sont en jeu. Les premiers de chaque groupe sont directement qualifiés pour la Coupe du monde 2010. Les 8 « meilleurs deuxièmes » (en fait tous les deuxièmes de groupes sauf un) disputent les barrages qui délivrent les quatre dernières place en phase finale.
Lors des barrages, les 8 deuxièmes qualifiés du premier tour sont opposés en 4 rencontres à élimination directe par matchs aller-retour dont les 4 vainqueurs sont qualifiés pour la Coupe du monde 2010.

## Équipes engagées
Les 53 fédérations membres de l'UEFA participent aux éliminatoires de la zone européenne :
| Albanie            | Écosse               | Kazakhstan     | Tchéquie    |
| Allemagne          | Espagne              | Lettonie       | Roumanie    |
| Andorre            | Estonie              | Liechtenstein  | Russie      |
| Angleterre         | Finlande             | Lituanie       | Saint-Marin |
| Arménie            | France               | Luxembourg     | Serbie      |
| Autriche           | Géorgie              | Macédoine      | Slovaquie   |
| Azerbaïdjan        | Grèce                | Malte          | Slovénie    |
| Belgique           | Hongrie              | Moldavie       | Suède       |
| Biélorussie        | Îles Féroé           | Monténégro     | Suisse      |
| Bosnie-Herzégovine | République d'Irlande | Norvège        | Turquie     |
| Bulgarie           | Irlande du Nord      | Pays-Bas       | Ukraine     |
| Chypre             | Islande              | Pays de Galles |             |
| Croatie            | Israël               | Pologne        |             |
| Danemark           | Italie               | Portugal       |             |

## Tirage au sort
Le tirage au sort a eu lieu le 25 novembre 2007 à Durban en Afrique du Sud. Les équipes sont réparties dans différents chapeaux en fonction du classement mondial de la FIFA de novembre 2007. Les neuf meilleures équipes à ce classement se retrouvent dans le chapeau A des têtes de série.
| Chapeau A                                                                | Chapeau B                                                               | Chapeau C                                                                                     | Chapeau D                                                                                          | Chapeau E                                                                         | Chapeau F                                                                        |
| ------------------------------------------------------------------------ | ----------------------------------------------------------------------- | --------------------------------------------------------------------------------------------- | -------------------------------------------------------------------------------------------------- | --------------------------------------------------------------------------------- | -------------------------------------------------------------------------------- |
| Italie Espagne Allemagne Tchéquie France Portugal Pays-Bas Croatie Grèce | Angleterre Roumanie Écosse Turquie Bulgarie Russie Pologne Suède Israël | Norvège Ukraine Serbie Danemark Irlande du Nord République d'Irlande Finlande Suisse Belgique | Slovaquie Bosnie-Herzégovine Hongrie Moldavie Pays de Galles Macédoine Biélorussie Lituanie Chypre | Géorgie Albanie Slovénie Lettonie Islande Arménie Autriche Kazakhstan Azerbaïdjan | Liechtenstein Estonie Malte Luxembourg Monténégro Andorre Îles Féroé Saint-Marin |

Les pays en caractère gras sont ceux qui obtiendront finalement la qualification.

## Premier tour
Les rencontres se sont déroulées du 20 août 2008 au 14 octobre 2009.
Le premier de chacun des neuf groupes est qualifié pour la Coupe du monde 2010. Les huit deuxièmes des groupes 1 à 8 (groupes de six) accèdent au deuxième tour. Le groupe 9 ne contient que cinq équipes, il n’y aura pas de barragiste. 

### Groupe 1
| Rang | Équipe   | Pts | J  | G | N | P | Bp | Bc | Diff |  | Résultats (▼ dom., ► ext.) |     |     |     |     |     |     |
| ---- | -------- | --- | -- | - | - | - | -- | -- | ---- |  | -------------------------- | --- | --- | --- | --- | --- | --- |
| 1    | Danemark | 21  | 10 | 6 | 3 | 1 | 16 | 5  | +11  |  | Danemark                   |     | 1-1 | 1-0 | 0-1 | 3-0 | 3-0 |
| 2    | Portugal | 19  | 10 | 5 | 4 | 1 | 17 | 5  | +12  |  | Portugal                   | 2-3 |     | 0-0 | 3-0 | 0-0 | 4-0 |
| 3    | Suède    | 18  | 10 | 5 | 3 | 2 | 13 | 5  | +8   |  | Suède                      | 0-1 | 0-0 |     | 2-1 | 4-1 | 4-0 |
| 4    | Hongrie  | 16  | 10 | 5 | 1 | 4 | 10 | 8  | +2   |  | Hongrie                    | 0-0 | 0-1 | 1-2 |     | 2-0 | 3-0 |
| 5    | Albanie  | 7   | 10 | 1 | 4 | 5 | 6  | 13 | -7   |  | Albanie                    | 1-1 | 1-2 | 0-0 | 0-1 |     | 3-0 |
| 6    | Malte    | 1   | 10 | 0 | 1 | 9 | 0  | 26 | -26  |  | Malte                      | 0-3 | 0-4 | 0-1 | 0-1 | 0-0 |     |

- Le Danemark est qualifié pour la Coupe du monde 2010.

### Groupe 2
| Rang | Équipe     | Pts | J  | G | N | P | Bp | Bc | Diff |  | Résultats (▼ dom., ► ext.) |     |     |     |     |     |     |
| ---- | ---------- | --- | -- | - | - | - | -- | -- | ---- |  | -------------------------- | --- | --- | --- | --- | --- | --- |
| 1    | Suisse     | 21  | 10 | 6 | 3 | 1 | 18 | 8  | +10  |  | Suisse                     |     | 2-0 | 2-1 | 0-0 | 1-2 | 2-0 |
| 2    | Grèce      | 20  | 10 | 6 | 2 | 2 | 20 | 10 | +10  |  | Grèce                      | 1-2 |     | 5-2 | 2-1 | 2-1 | 3-0 |
| 3    | Lettonie   | 17  | 10 | 5 | 2 | 3 | 18 | 15 | +3   |  | Lettonie                   | 2-2 | 0-2 |     | 1-1 | 2-0 | 3-2 |
| 4    | Israël     | 16  | 10 | 4 | 4 | 2 | 20 | 10 | +10  |  | Israël                     | 2-2 | 1-1 | 0-1 |     | 7-0 | 3-1 |
| 5    | Luxembourg | 5   | 10 | 1 | 2 | 7 | 4  | 25 | -21  |  | Luxembourg                 | 0-3 | 0-3 | 0-4 | 1-3 |     | 0-0 |
| 6    | Moldavie   | 3   | 10 | 0 | 3 | 7 | 6  | 18 | -12  |  | Moldavie                   | 0-2 | 1-1 | 1-2 | 1-2 | 0-0 |     |

- La Suisse est qualifiée pour la Coupe du monde 2010.

### Groupe 3
| Rang | Équipe          | Pts | J  | G | N | P  | Bp | Bc | Diff |  | Résultats (▼ dom., ► ext.) |     |     |     |     |     |      |
| ---- | --------------- | --- | -- | - | - | -- | -- | -- | ---- |  | -------------------------- | --- | --- | --- | --- | --- | ---- |
| 1    | Slovaquie       | 22  | 10 | 7 | 1 | 2  | 22 | 10 | +12  |  | Slovaquie                  |     | 0-2 | 2-2 | 2-1 | 2-1 | 7-0  |
| 2    | Slovénie        | 20  | 10 | 6 | 2 | 2  | 18 | 4  | +14  |  | Slovénie                   | 2-1 |     | 0-0 | 2-0 | 3-0 | 5-0  |
| 3    | Tchéquie        | 16  | 10 | 4 | 4 | 2  | 17 | 6  | +11  |  | Tchéquie                   | 1-2 | 1-0 |     | 0-0 | 2-0 | 7-0  |
| 4    | Irlande du Nord | 15  | 10 | 4 | 3 | 3  | 13 | 9  | +4   |  | Irlande du Nord            | 0-2 | 1-0 | 0-0 |     | 3-2 | 4-0  |
| 5    | Pologne         | 11  | 10 | 3 | 2 | 5  | 19 | 14 | +5   |  | Pologne                    | 0-1 | 1-1 | 2-1 | 1-1 |     | 10-0 |
| 6    | Saint-Marin     | 0   | 10 | 0 | 0 | 10 | 1  | 47 | -46  |  | Saint-Marin                | 1-3 | 0-3 | 0-3 | 0-3 | 0-2 |      |

- La Slovaquie est qualifiée pour la Coupe du monde 2010.

### Groupe 4
| Rang | Équipe         | Pts | J  | G | N | P | Bp | Bc | Diff |  | Résultats (▼ dom., ► ext.) |     |     |     |     |     |     |
| ---- | -------------- | --- | -- | - | - | - | -- | -- | ---- |  | -------------------------- | --- | --- | --- | --- | --- | --- |
| 1    | Allemagne      | 26  | 10 | 8 | 2 | 0 | 26 | 5  | +21  |  | Allemagne                  |     | 2-1 | 1-1 | 1-0 | 4-0 | 4-0 |
| 2    | Russie         | 22  | 10 | 7 | 1 | 2 | 19 | 6  | +13  |  | Russie                     | 0-1 |     | 3-0 | 2-1 | 2-0 | 3-0 |
| 3    | Finlande       | 18  | 10 | 5 | 3 | 2 | 14 | 14 | 0    |  | Finlande                   | 3-3 | 0-3 |     | 2-1 | 1-0 | 2-1 |
| 4    | Pays de Galles | 12  | 10 | 4 | 0 | 6 | 9  | 12 | -3   |  | Pays de Galles             | 0-2 | 1-3 | 0-2 |     | 1-0 | 2-0 |
| 5    | Azerbaïdjan    | 5   | 10 | 1 | 2 | 7 | 4  | 14 | -10  |  | Azerbaïdjan                | 0-2 | 1-1 | 1-2 | 0-1 |     | 0-0 |
| 6    | Liechtenstein  | 2   | 10 | 0 | 2 | 8 | 2  | 23 | -21  |  | Liechtenstein              | 0-6 | 0-1 | 1-1 | 0-2 | 0-2 |     |

- L'Allemagne est qualifiée pour la Coupe du monde 2010.

### Groupe 5
| Rang | Équipe             | Pts | J  | G  | N | P | Bp | Bc | Diff |  | Résultats (▼ dom., ► ext.) |     |     |     |     |     |     |
| ---- | ------------------ | --- | -- | -- | - | - | -- | -- | ---- |  | -------------------------- | --- | --- | --- | --- | --- | --- |
| 1    | Espagne            | 30  | 10 | 10 | 0 | 0 | 28 | 5  | +23  |  | Espagne                    |     | 1-0 | 1-0 | 5-0 | 3-0 | 4-0 |
| 2    | Bosnie-Herzégovine | 19  | 10 | 6  | 1 | 3 | 25 | 13 | +12  |  | Bosnie-Herzégovine         | 2-5 |     | 1-1 | 2-1 | 7-0 | 4-1 |
| 3    | Turquie            | 15  | 10 | 4  | 3 | 3 | 13 | 10 | +3   |  | Turquie                    | 1-2 | 2-1 |     | 1-1 | 4-2 | 2-0 |
| 4    | Belgique           | 10  | 10 | 3  | 1 | 6 | 13 | 20 | -7   |  | Belgique                   | 1-2 | 2-4 | 2-0 |     | 3-2 | 2-0 |
| 5    | Estonie            | 8   | 10 | 2  | 2 | 6 | 9  | 24 | -15  |  | Estonie                    | 0-3 | 0-2 | 0-0 | 2-0 |     | 1-0 |
| 6    | Arménie            | 4   | 10 | 1  | 1 | 8 | 6  | 22 | -16  |  | Arménie                    | 1-2 | 0-2 | 0-2 | 2-1 | 2-2 |     |

- L'Espagne est qualifiée pour la Coupe du monde 2010.

### Groupe 6
| Rang | Équipe      | Pts | J  | G | N | P  | Bp | Bc | Diff |  | Résultats (▼ dom., ► ext.) |     |     |     |     |     |     |
| ---- | ----------- | --- | -- | - | - | -- | -- | -- | ---- |  | -------------------------- | --- | --- | --- | --- | --- | --- |
| 1    | Angleterre  | 27  | 10 | 9 | 0 | 1  | 34 | 6  | +28  |  | Angleterre                 |     | 2-1 | 5-1 | 3-0 | 5-1 | 6-0 |
| 2    | Ukraine     | 21  | 10 | 6 | 3 | 1  | 21 | 6  | +15  |  | Ukraine                    | 1-0 |     | 0-0 | 1-0 | 2-1 | 5-0 |
| 3    | Croatie     | 20  | 10 | 6 | 2 | 2  | 19 | 13 | +6   |  | Croatie                    | 1-4 | 2-2 |     | 1-0 | 3-0 | 4-0 |
| 4    | Biélorussie | 13  | 10 | 4 | 1 | 5  | 19 | 14 | +5   |  | Biélorussie                | 1-3 | 0-0 | 1-3 |     | 4-0 | 5-1 |
| 5    | Kazakhstan  | 6   | 10 | 2 | 0 | 8  | 11 | 29 | -18  |  | Kazakhstan                 | 0-4 | 1-3 | 1-2 | 1-5 |     | 3-0 |
| 6    | Andorre     | 0   | 10 | 0 | 0 | 10 | 3  | 39 | -36  |  | Andorre                    | 0-2 | 0-6 | 0-2 | 1-3 | 1-3 |     |

- L'Angleterre est qualifiée pour la Coupe du monde 2010.

### Groupe 7
| Rang | Équipe     | Pts | J  | G | N | P | Bp | Bc | Diff |  | Résultats (▼ dom., ► ext.) |     |     |     |     |     |     |
| ---- | ---------- | --- | -- | - | - | - | -- | -- | ---- |  | -------------------------- | --- | --- | --- | --- | --- | --- |
| 1    | Serbie     | 22  | 10 | 7 | 1 | 2 | 22 | 8  | +14  |  | Serbie                     |     | 1-1 | 1-0 | 3-0 | 5-0 | 2-0 |
| 2    | France     | 21  | 10 | 6 | 3 | 1 | 18 | 9  | +9   |  | France                     | 2-1 |     | 3-1 | 1-0 | 1-1 | 5-0 |
| 3    | Autriche   | 14  | 10 | 4 | 2 | 4 | 14 | 15 | -1   |  | Autriche                   | 1-3 | 3-1 |     | 2-1 | 2-1 | 3-1 |
| 4    | Lituanie   | 12  | 10 | 4 | 0 | 6 | 10 | 11 | -1   |  | Lituanie                   | 2-1 | 0-1 | 2-0 |     | 0-1 | 1-0 |
| 5    | Roumanie   | 12  | 10 | 3 | 3 | 4 | 12 | 18 | -6   |  | Roumanie                   | 2-3 | 2-2 | 1-1 | 0-3 |     | 3-1 |
| 6    | Îles Féroé | 4   | 10 | 1 | 1 | 8 | 5  | 20 | -15  |  | Îles Féroé                 | 0-2 | 0-1 | 1-1 | 2-1 | 0-1 |     |

- La Serbie est qualifiée pour la Coupe du monde 2010.

### Groupe 8
| Rang | Équipe               | Pts | J  | G | N | P | Bp | Bc | Diff |  | Résultats (▼ dom., ► ext.) |     |     |     |     |     |     |
| ---- | -------------------- | --- | -- | - | - | - | -- | -- | ---- |  | -------------------------- | --- | --- | --- | --- | --- | --- |
| 1    | Italie               | 24  | 10 | 7 | 3 | 0 | 18 | 7  | +11  |  | Italie                     |     | 1-1 | 2-0 | 3-2 | 2-1 | 2-0 |
| 2    | République d'Irlande | 18  | 10 | 4 | 6 | 0 | 12 | 8  | +4   |  | République d'Irlande       | 2-2 |     | 1-1 | 1-0 | 0-0 | 2-1 |
| 3    | Bulgarie             | 14  | 10 | 3 | 5 | 2 | 17 | 13 | +4   |  | Bulgarie                   | 0-0 | 1-1 |     | 2-0 | 4-1 | 6-2 |
| 4    | Chypre               | 9   | 10 | 2 | 3 | 5 | 14 | 16 | -2   |  | Chypre                     | 1-2 | 1-2 | 4-1 |     | 2-2 | 2-1 |
| 5    | Monténégro           | 9   | 10 | 1 | 6 | 3 | 9  | 14 | -5   |  | Monténégro                 | 0-2 | 0-0 | 2-2 | 1-1 |     | 2-1 |
| 6    | Géorgie              | 3   | 10 | 0 | 3 | 7 | 7  | 19 | -12  |  | Géorgie                    | 0-2 | 1-2 | 0-0 | 1-1 | 0-0 |     |

- L'Italie est qualifiée pour la Coupe du monde 2010.

### Groupe 9
| Rang | Équipe    | Pts | J | G | N | P | Bp | Bc | Diff |  | Résultats (▼ dom., ► ext.) |     |     |     |     |     |
| ---- | --------- | --- | - | - | - | - | -- | -- | ---- |  | -------------------------- | --- | --- | --- | --- | --- |
| 1    | Pays-Bas  | 24  | 8 | 8 | 0 | 0 | 17 | 2  | +15  |  | Pays-Bas                   |     | 2-0 | 3-0 | 4-0 | 2-0 |
| 2    | Norvège   | 10  | 8 | 2 | 4 | 2 | 9  | 7  | +2   |  | Norvège                    | 0-1 |     | 4-0 | 2-1 | 2-2 |
| 3    | Écosse    | 10  | 8 | 3 | 1 | 4 | 6  | 11 | -5   |  | Écosse                     | 0-1 | 0-0 |     | 2-0 | 2-1 |
| 4    | Macédoine | 7   | 8 | 2 | 1 | 5 | 5  | 11 | -6   |  | Macédoine                  | 1-2 | 0-0 | 1-0 |     | 2-0 |
| 5    | Islande   | 5   | 8 | 1 | 2 | 5 | 7  | 13 | -6   |  | Islande                    | 1-2 | 1-1 | 1-2 | 1-0 |     |

- Les Pays-Bas sont qualifiés pour la Coupe du monde 2010.

### Classement des deuxièmes
Les huit meilleurs deuxièmes disputent les barrages. Afin de les déterminer, un classement comparatif est établi en prenant en compte les résultats des deuxièmes de groupe contre les premiers, troisièmes, quatrièmes et cinquièmes de leur groupe (le numéro du groupe étant représenté entre parenthèses). La Norvège est éliminée en tant que moins bon deuxième.
| Rang | Équipe                   | Pts | J | G | N | P | Bp | Bc | Diff |
| ---- | ------------------------ | --- | - | - | - | - | -- | -- | ---- |
| 1    | Russie (4)               | 16  | 8 | 5 | 1 | 2 | 15 | 6  | +9   |
| 2    | Grèce (2)                | 16  | 8 | 5 | 1 | 2 | 16 | 9  | +7   |
| 3    | Ukraine (6)              | 15  | 8 | 4 | 3 | 1 | 10 | 6  | +4   |
| 4    | France (7)               | 15  | 8 | 4 | 3 | 1 | 12 | 9  | +3   |
| 5    | Slovénie (3)             | 14  | 8 | 4 | 2 | 2 | 10 | 4  | +6   |
| 6    | Bosnie-Herzégovine (5)   | 13  | 8 | 4 | 2 | 2 | 19 | 12 | +7   |
| 7    | Portugal (1)             | 13  | 8 | 3 | 4 | 1 | 9  | 5  | +4   |
| 8    | République d'Irlande (8) | 12  | 8 | 2 | 6 | 0 | 8  | 6  | +2   |
| 9    | Norvège (9)              | 10  | 8 | 2 | 4 | 2 | 9  | 7  | +2   |

- La Russie, la Grèce, l'Ukraine, la France, la Slovénie, la Bosnie-Herzégovine, le Portugal et la république d'Irlande accèdent aux barrages.
- La Norvège est éliminée.

## Barrages
Le tirage au sort est réalisé le 19 octobre 2009. Les 4 rencontres se déroulent en matchs aller-retour les 14 et 18 novembre 2009. Les vainqueurs de ces confrontations sont qualifiés pour la Coupe du monde 2010. Les matchs "aller" ont eu lieu sur le terrain de l'équipe 1.
| Équipe 1             | Résultat  | Équipe 2           | Aller | Retour      |
| -------------------- | --------- | ------------------ | ----- | ----------- |
| République d'Irlande | 1 - 2     | France             | 0 - 1 | ap 1 - 1 ap |
| Portugal             | 2 - 0     | Bosnie-Herzégovine | 1 - 0 | 1 - 0       |
| Grèce                | 1 - 0     | Ukraine            | 0 - 0 | 1 - 0       |
| Russie               | E 2 - 2 E | Slovénie           | 2 - 1 | 0 - 1       |

- La France  , le Portugal, la Grèce, la Slovénie sont qualifiés pour la Coupe du monde 2010.

## Liste des qualifiés
| Pays       | Date de qualification | Contre               | Score |
| ---------- | --------------------- | -------------------- | ----- |
| Pays-Bas   | 6 juin 2009           | Islande              | 2-1   |
| Angleterre | 9 septembre 2009      | Croatie              | 5-1   |
| Espagne    | 9 septembre 2009      | Estonie              | 3-0   |
| Allemagne  | 10 octobre 2009       | Russie               | 1-0   |
| Danemark   | 10 octobre 2009       | Suède                | 1-0   |
| Serbie     | 10 octobre 2009       | Roumanie             | 5-0   |
| Italie     | 10 octobre 2009       | République d'Irlande | 2-2   |
| Suisse     | 14 octobre 2009       | Israël               | 0-0   |
| Slovaquie  | 14 octobre 2009       | Pologne              | 1-0   |
| Grèce      | 18 novembre 2009      | Ukraine              | 1-0   |
| Portugal   | 18 novembre 2009      | Bosnie-Herzégovine   | 1-0   |
| Slovénie   | 18 novembre 2009      | Russie               | 1-0   |
| France     | 18 novembre 2009      | République d'Irlande | 1-1   |

## Meilleurs buteurs
À l'issue de la phase de groupe et des matchs de barrage, le meilleur buteur de la compétition européenne est le Grec Theofánis Ghékas avec 10 buts marqués. Treize joueurs ont marqué six buts ou plus. Robbie Keane marque son sixième but lors du match retour du barrage contre la France.
| Rang | Joueur             | Équipe               | Buts | Minutes jouées |
| ---- | ------------------ | -------------------- | ---- | -------------- |
| 1    | Theofánis Ghékas   | Grèce                | 10   | 763            |
| 2    | Wayne Rooney       | Angleterre           | 9    | 760            |
| 3    | Edin Džeko         | Bosnie-Herzégovine   | 9    | 1070           |
| 4    | Miroslav Klose     | Allemagne            | 7    | 492            |
| 5    | David Villa        | Espagne              | 7    | 555            |
| 6    | Euzebiusz Smolarek | Pologne              | 6    | 433            |
| 7    | Stanislav Šesták   | Slovaquie            | 6    | 469            |
| 8    | Marc Janko         | Autriche             | 6    | 545            |
| 9    | Elyaniv Barda      | Israël               | 6    | 625            |
| 10   | Wesley Sonck       | Belgique             | 6    | 681            |
| 11   | Lukas Podolski     | Allemagne            | 6    | 764            |
| 12   | Andriy Chevtchenko | Ukraine              | 6    | 765            |
| 13   | Robbie Keane       | République d'Irlande | 6    | 1094           |